# Luis Gabriel Rey
Luis Gabriel Rey (* 20. Februar 1980 in Bucaramanga) ist ein ehemaliger kolumbianischer Fußballspieler auf der Position des Stürmers, der fast seine gesamte Karriere in Mexiko gespielt hat.

## Leben
Rey begann seine Profikarriere bei seinem Heimatverein Atlético Bucaramanga, wechselte jedoch schon bald nach Mexiko, wo er zunächst bei diversen Vereinen der zweiten mexikanischen Fußballliga unter Vertrag stand. Er begann in der Saison 2000/01 bei den Lobos de la BUAP, die jedoch in der kommenden Saison nicht zweitklassig spielten, so dass Rey bei den Potros Zitácuaro zum Einsatz kam, einer Mannschaft, die es nur in der Saison 2001/02 gab. Vor der Saison 2002/03 wurde er an den Marte-Nachfolgeverein CF Acapulco übertragen, bevor er Anfang 2003 zum CF Atlante wechselte und erstmals in der ersten Liga zum Einsatz kam.
Noch innerhalb seines ersten Spieljahres in der mexikanischen Primera División wurde er in der Saison 2003/04 mit 15 Treffern Torschützenkönig der Apertura 2003. In jenem Jahr schaffte er auch den Sprung in die
kolumbianische Nationalmannschaft, für die er bis 2007 insgesamt 16 Mal zum Einsatz kam und vier Tore erzielte.
Die längste Station seiner Profikarriere war Monarcas Morelia, bei denen er zunächst von Anfang 2005 bis Mitte 2007 für die Dauer von zweieinhalb Jahren unter Vertrag stand und zu denen er im Sommer 2009 zurückkehrte. Immer noch bei den Monarcas unter Vertrag, ist Rey seit Sommer 2011 an den Ligakonkurrenten Jaguares de Chiapas ausgeliehen. Nach zwei Jahren wechselte er zum Club América, mit dem er die Apertura 2014 gewinnen konnte. Anfang 2015 schloss er sich dem Puebla FC an. Anfang 2016 kehrte er zu den Monarcas zurück, wo er im Jahr 2017 seine Laufbahn beendete.
Seinen größten Erfolg auf Vereinsebene verbuchte er in der Saison 2007/08, als er mit dem CF Pachuca den CONCACAF Champions’ Cup 2008 gewann. Sein Anteil an diesem Erfolg war immens, denn in beiden Finalspielen gegen den costa-ricanischen Vertreter Saprissa (1:1 und 2:1) gelang ihm jeweils ein Treffer.

## Erfolge

### Persönlich
- Torschützenkönig der mexikanischen Primera División: Apertura 2003

### Verein
- CONCACAF-Champions’-Cup-Sieger: 2008